# Championnat de France féminin de volley-ball 2016-2017
Navigation
Saison précédente Saison suivante
La Ligue A féminine 2016-17 oppose les douze meilleures équipes françaises de volley-ball. 

## Listes des équipes en compétition
Légende des couleurs
- Ligue des champions 2016-2017
- Coupe de la CEV 2016-2017
- Challenge Cup 2016-2017
- Promu de Élite 2015-2016

| Club                             | Classement 2015-2016 | Salle(s)                       | Capacité théorique |
| -------------------------------- | -------------------- | ------------------------------ | ------------------ |
| AS Saint-Raphaël VB              | Champion             | Salle Pierre-Clere             | 500                |
| Racing Club de Cannes            | Finaliste            | Palais des Victoires           | 4 000              |
| Béziers Volley                   | 3e                   | Halle des Sports du Four       | 770                |
| Saint-Cloud Paris Stade français | 4e                   | Salle Géo-André                | 1 100              |
| ASPTT Mulhouse                   | 5e                   | Palais des Sports              | 3 700              |
| Pays d'Aix Venelles VB           | 6e                   | Halle des Sports               | 650                |
| ES Le Cannet-Rocheville          | 7e                   | Gymnase Maillan                | 825                |
| Volley-Ball Nantes               | 8e                   | Saint-Joseph 2                 | 798                |
| Terville Florange OC             | 9e                   | Salle municipale               | 600                |
| Vandœuvre Nancy VB               | 10e                  | Parc des Sports Nations        | 600                |
| Quimper Volley 29                | 1er Élite            | Halle des Sports d'Ergué-Armel | 1 200              |
| Évreux Volley-ball               | 2e Élite             | Gymnase Canada                 | 1 200              |

## Saison régulière

### Classement
Les points sont attribués de la manière suivante, 3 points en cas de victoire, 0 point en cas de défaite. Si le match va jusqu'au tie-break (cinquième set), le vainqueur ne marquera que 2 points et le vaincu récupérera 1 point.
- En cas d’égalité de points, le classement prend en compte :
  - le nombre de victoires
  - le quotient des sets
  - le quotient des points

Faute d’informations suffisantes, les informations sur les tie-breaks n'apparaissent pas dans ce classement.
| # | Équipe                           | Pts | J  | G  | Gt | Pt | P  | Sp | Sc | Ratio | Pp   | Pc   | Ratio |
| 1 | ASPTT Mulhouse                   | 52  | 22 | 18 |    |    | 4  | 58 | 24 | 2.417 | 1950 | 1961 | 0.994 |
| 2 | ES Le Cannet-Rocheville          | 50  | 22 | 16 |    |    | 6  | 57 | 56 | 1.018 | 1954 | 1748 | 1.118 |
| 3 | Béziers Volley                   | 49  | 22 | 17 |    |    | 5  | 57 | 30 | 1.9   | 1967 | 1795 | 1.096 |
| 4 | Volley-Ball Nantes               | 45  | 22 | 15 |    |    | 7  | 54 | 37 | 1.459 | 2024 | 1901 | 1.065 |
| 5 | Racing Club de Cannes            | 43  | 22 | 14 |    |    | 8  | 54 | 36 | 1.5   | 2010 | 1929 | 1.042 |
| 6 | AS Saint-Raphaël VB (T)          | 32  | 22 | 11 |    |    | 11 | 44 | 45 | 0.978 | 1901 | 1900 | 1.001 |
| 7 | Pays d'Aix Venelles VB (C)       | 29  | 22 | 9  |    |    | 13 | 35 | 56 | 0.625 | 1760 | 1850 | 0.951 |
| 8 | Saint-Cloud Paris Stade français | 26  | 22 | 10 |    |    | 12 | 37 | 48 | 0.771 | 1807 | 1861 | 0.971 |
| 9 | Évreux Volley-ball (P)           | 24  | 22 | 7  |    |    | 15 | 35 | 50 | 0.7   | 1813 | 1847 | 0.982 |
| 10 | Vandœuvre Nancy VB               | 21  | 22 | 7  |    |    | 15 | 31 | 52 | 0.596 | 1756 | 1896 | 0.926 |
| 11 | Quimper Volley 29 (P)            | 18  | 22 | 6  |    |    | 16 | 33 | 66 | 0.5   | 1793 | 2035 | 0.881 |
| 12 | Terville Florange OC             | 7   | 22 | 2  |    |    | 20 | 17 | 62 | 0.274 | 1615 | 1897 | 0.851 |
| Qualification pour les play-offs,Sportivement relégué en Élite mais repêché,Relégation en Élite.(T) = Tenant du titre; (P) = Promu; (C) = Vainqueur de la Coupe de France; # = classement; Pts = points; J = joués; G / Gt / Pt / P = gagnés 3-0 ou 3-1 / gagnés au tie-break 3-2 / perdus au tie-break 2-3 / perdus 1-3 ou 0-3; Sp / Sc / Ratio = sets pour / contre / ratio de sets pour/contre; Pp / Pc / Ratio = points pour / contre / ratio de points pour/contre |                                  |     |    |    |    |    |    |    |    |       |      |      |       |

## Formule de la compétition
Première phase : matchs aller-retour, 26 journées
À l'issue de cette première phase :
- Les clubs classés de la 1re à la 8e place sont maintenus sportivement en LAM et disputent les matchs de play-offs du championnat de France ;
- Les clubs classés de la 9e à la 10e place sont maintenus sportivement en LAM ;
- Les clubs classés 11e et 12e rétrogradés sportivement en Élite.

Play-offs
Formule sportive : les quarts de finale, les demi-finales et la finale se disputent selon des modalités différentes :
- Les quarts de finale et les demi-finales se disputent en matchs aller-retour et appui éventuel. Le match aller a lieu sur le terrain du club le mieux classé à l'issue de la première phase, le match retour a lieu sur le terrain du club le moins bien classé à l'issue de la première phase et l'appui éventuel sur le terrain du club le mieux classé ;
- La finale se joue lors d'un match unique

Quarts de finale
Les quarts de finale sont répartis comme suit :
- Le club classé 1er contre le club classé 8e à l’issue de la première phase (match A) ;
- Le club classé 2e contre le club classé 7e à l’issue de la première phase (match B) ;
- Le club classé 3e contre le club classé 6e à l’issue de la première phase (match C) ;
- Le club classé 4e contre le club classé 5e à l’issue de la première phase (match D).

Demi-finales
Y participent les vainqueurs des quarts de finale :
- Vainqueur du match A contre le vainqueur du match D (match E) ;
- Vainqueur du match B contre le vainqueur du match C (match F).

Finale
Y participent les vainqueurs des demi-finales :
- Vainqueur du match E contre le vainqueur du match F.

## Play-offs

### Tableau
|  | Quarts de finale                     | Quarts de finale        | Quarts de finale | Quarts de finale        |                   |   | Demi-finales | Demi-finales | Demi-finales | Demi-finales |  |  | Finale | Finale | Finale | Finale |
|  |                                      |                         |                  |                         |                   |   |              |              |              |              |  |  |        |        |        |        |
|  |                                      |                         |                  |                         |                   |   |              |              |              |              |  |  |        |        |        |        |
|  |                                      |                         |                  |                         |                   |   |              |              |              |              |  |  |        |        |        |        |
|  | (1) ASPTT Mulhouse                   | 3                       | 3                |                         |                   |   |              |              |              |              |  |  |        |        |        |        |
|  | (1) ASPTT Mulhouse                   | 3                       | 3                |                         |                   |   |              |              |              |              |  |  |        |        |        |        |
|  | (8) Saint-Cloud Paris Stade français | 0                       | 0                |                         |                   |   |              |              |              |              |  |  |        |        |        |        |
|  | (8) Saint-Cloud Paris Stade français | 0                       | 0                | ASPTT Mulhouse          | 3                 | 2 | 3            |              |              |              |  |  |        |        |        |        |
|  |                                      |                         |                  |                         | 3                 | 2 | 3            |              |              |              |  |  |        |        |        |        |
|  |                                      | Racing Club de Cannes   | 0                | 3                       | 2                 |   |              |              |              |              |  |  |        |        |        |        |
|  | (4) Volley-Ball Nantes               | Racing Club de Cannes   | 0                | 3                       | 2                 | 1 | 2            |              |              |              |  |  |        |        |        |        |
|  | (4) Volley-Ball Nantes               |                         |                  |                         | Paris, 6 mai 2017 | 1 | 2            |              |              |              |  |  |        |        |        |        |
|  | (5) Racing Club de Cannes            | 3                       | 3                |                         |                   |   |              |              |              |              |  |  |        |        |        |        |
|  | (5) Racing Club de Cannes            | 3                       | 3                | ASPTT Mulhouse          | 3                 |   |              |              |              |              |  |  |        |        |        |        |
|  |                                      |                         |                  |                         | 3                 |   |              |              |              |              |  |  |        |        |        |        |
|  |                                      | ES Le Cannet-Rocheville | 2                |                         |                   |   |              |              |              |              |  |  |        |        |        |        |
|  | (3) Béziers Volley                   | ES Le Cannet-Rocheville | 2                | 0                       | 3                 |   |              |              |              |              |  |  |        |        |        |        |
|  | (3) Béziers Volley                   |                         |                  |                         |                   |   |              |              |              |              |  |  |        |        |        |        |
|  | (6) AS Saint-Raphaël VB              | 3                       | 2                |                         |                   |   |              |              |              |              |  |  |        |        |        |        |
|  | (6) AS Saint-Raphaël VB              | 3                       | 2                | ES Le Cannet-Rocheville | 3                 | 1 | 3            |              |              |              |  |  |        |        |        |        |
|  |                                      |                         |                  |                         | 3                 | 1 | 3            |              |              |              |  |  |        |        |        |        |
|  |                                      | AS Saint-Raphaël VB     | 0                | 3                       | 2                 |   |              |              |              |              |  |  |        |        |        |        |
|  | (2) ES Le Cannet-Rocheville          | AS Saint-Raphaël VB     | 0                | 3                       | 2                 | 3 | 3            |              |              |              |  |  |        |        |        |        |
|  | (2) ES Le Cannet-Rocheville          |                         |                  |                         |                   | 3 | 3            |              |              |              |  |  |        |        |        |        |
|  | (7) Pays d'Aix Venelles              | 1                       | 2                |                         |                   |   |              |              |              |              |  |  |        |        |        |        |
|  | (7) Pays d'Aix Venelles              | 1                       | 2                |                         |                   |   |              |              |              |              |  |  |        |        |        |        |
|  |                                      |                         |                  |                         |                   |   |              |              |              |              |  |  |        |        |        |        |